# Діпсокоріди
Діпсокоріди (Plataspidae) — невелика родина клопів (Heteroptera). Включає 51 вид у трьох родах.

## Поширення
Родина поширена по всьому світу, крім Нової Зеландії.

## Опис
Дрібні клопи, 2-3 мм завдовжки. Антени складаються з чотирьох члеників: два базальних коротких і товстих, два дистальних — тонкі, нагадують щітку з довгими волосками, при чому третій сегмент потовщений біля основи. Клопи мають вічка та довгий тричленний хоботок. Голова горизонтальна, не має виражених передньококсальних западин. Переднеспинка не має поздовжнього киля. Передні крила не диференційовані на геміелітри і зазвичай демонструють костальний перелом, що досягає серединної жилки. На кінцівках є лапки, утворені 2 або 3 члениками. Черевце і статевий панцир самців помітно асиметричні. Яйцеклад самок редукований, перетинчастий.

## Спосіб життя
Часто зустрічаються у вологих середовищах поблизу водотоків, переважно у гравії та під камінням. Якщо їх потурбувати, вони негайно реагують, тікаючи та намагаючись заритися в землю, або одночасно підстрибують і летять. Види роду Cryptostemma колонізують місця існування, які регулярно затоплюються. Жуки виживають протягом тривалого часу через пластронне дихання або захищені в повітряній кишені. Активні хижаки, харчуються дрібними членистоногими, а також мертвими комахами.  

## Роди
- Alpagut Kiyak, 1995 (Палеарктика),
- Cryptostemma Herrich-Schaeffer, 1835 (космополітичний),
- Pachycoleus Fieber, 1860 (Палеарктика, Орієнтальна область, Неотропіка).